# Лофіцьке
Лофіцьке (рос. Лофицкое) — село у Росії, Богучарському районі Воронізької області. Входить до складу Поповського сільського поселення.
Населення становить 748 осіб (343 чоловічої статі й 405 — жіночої) за переписом 2010 року.

## Історія
За даними 1859 року у казенній слободі Лофіцька Богучарського повіту Воронізької губернії мешкало 1515 осіб (750 чоловічої статі та 775 — жіночої), налічувалось 208 дворових господарств, існувала православна церква.
Станом на 1880 рік у колишній державній слободі Лохвіцька Залиманської волості мешкало 1772 особи, налічувалось 263 дворових господарства, існували православна церква, школа, 19 вітряних млинів.
За переписом 1897 року кількість мешканців зросла до 1774 осіб (878 чоловічої статі та 896 — жіночої), з яких всі — православної віри.
За даними 1900 року у слободі мешкало 1172 особи (582 чоловічої статі та 590 — жіночої) переважно українського населення, налічувалось 209 дворових господарств, існували 2 православні церкви, церковно-парафіяльна школа й школа грамоти, молочна й винна лавки, 2 ярмарки на рік.

## Населення
| 2000 | 2005 | 2010 |
| ---- | ---- | ---- |
| 734  | ↗753 | ↘748 |

## Відомі особистості
В поселенні народився:
- Асланова Марія Іларіонівна (1920—2014) — радянська працівниця сільського господарства, Герой Соціалістичної Праці.